# Barrett Brown
Barrett Brown (ur. 14 sierpnia 1981 w Dallas) – amerykański pisarz i dziennikarz, haktywista związany z grupą Anonymous.

## Życiorys

### Życie w Stanach Zjednoczonych i w Tanzanii
Dzieciństwo spędził w Dallas. Jako licealista pisał artykuły dla szkolnego czasopisma, popadł jednak w konflikt ze szkolnymi władzami, które według Browna miały naruszać prawo do krytyki; w tym czasie został ateistą oraz zainteresował się postacią Ayn Rand. Uczestniczył w krajowym konkursie poświęconym tej pisarce, zdobył w nim II miejsce. Przez rok mieszkał w Tanzanii u swojego ojca, obaj następnie wrócili do Stanów Zjednoczonych, a Barrett kształcił się na Uniwersytecie Teksańskim w Austin; studiów tych jednak nie ukończył.
W 2007 roku z wraz grupą swoich przyjaciół przeprowadził się do dzielnicy Bushwick w Brooklynie. Zajmował się m.in. pisaniem pamiętników i felietonów, a także prowadzeniem bloga. 11 lutego 2010 roku opublikował na Huffington Post esej pt. Anonymous, Australia and the Inevitable Fall of the NationState; wówczas australijski rząd mierzył się z atakami cybernetycznymi zorganizowanymi przez grupę Anonymous. Działania te były dokonywane pod kryptonimem Operation Titstorm, ich celem była odpowiedź na próby zablokowania niektórych stron pornograficznych. Wiosną tego samego roku wrócił do Dallas celem podjęcia leczenia uzależnienia od heroiny. Powołał do życia grupę Project PM, która dokonywała analizy dokumentów; zyskała ona zaufanie wśród innych hakerów.
6 marca 2012 roku funkcjonariusze FBI przeszukali jego dom w związku z działalnością hakerską; sprawdzili jego komputery oraz skonfiskowali konsolę Xbox. Następnego dnia przeszukano dom matki Browna, konfiskacie uległ laptop przechowywany w szafce kuchennej, kobietę oskarżono o utrudnianie przeprowadzenia przeszukania, do czego się przyznała. Latem tego samego roku Brown uczestniczył w konferencji Hackers on Planet Earth zorganizowanej w Nowym Jorku, w tym czasie pogorszył się jego stan psychiczny. We wrześniu tegoż roku opublikował na platformie YouTube trzy filmy, w których żądał zwrotu konsoli oraz stosował inwektywy i groźby pod adresem funkcjonariusza FBI Roberta Smitha, biorącego udział w przeszukiwaniu jego domu. Brown został aresztowany, w jego obronie stanęły organizacje Committee to Protect Journalists oraz Electronic Frontier Foundation. Podczas procesu oskarżony poinformował, że jego zachowanie było motywowane swoim uzależnieniem od narkotyków oraz odstawieniem antydepresantów. Finalnie w 2015 roku został skazany na prawie 900 tys. dolarów grzywny oraz na karę 63 miesięcy pozbawienia wolności. Na poczet kary zaliczono mu 28 miesięcy, które spędził w areszcie; został uwolniony 29 listopada 2016 roku. Podczas odbywania wyroku zajął się pisaniem artykułów, za publikacje dla „The Intercept” o tytułach A Visit to the Sweat Lodge, Santa Muerte, Full of Grace oraz Stop Sending Me Jonathan Franzen Novels (każda z nich napisana w 2015 roku) został w 2016 roku uhonorowany nagrodą National Magazine Award. W 2019 roku podczas transmisji na żywo Brown spalił tę nagrodę na znak protestu przeciwko zamknięciu archiwum Edwarda Snowdena przez redakcję portalu.

#### Działalność w ramach Anonymous
Na początku 2010 roku Brown zaczął działać w ramach Anonymous, opisywał siebie jako starszego stratega, chociaż był uważany za nieoficjalnego rzecznika organizacji. Zdementował tę informację, stwierdzając, że funkcja ta nie mogłaby istnieć w ramach tak zdecentralizowanej grupy. Jako haktywista wspierał między innymi operację Payback oraz arabską wiosnę; współtworzył adresowany do tunezyjskich protestujących podręcznik pt. The Anonymous Guide to Protecting the North African Revolutions, praca ta została przetłumaczona na języki arabski i francuski. Działał także przeciwko meksykańskiemu kartelowi narkotykowemu Los Zetas.
Część działaczy Anonymous krytycznie oceniała Browna ze względu na jego działalność pod prawdziwym nazwiskiem i udzielanie się w prasie.

### Życie w Wielkiej Brytanii
Przeprowadził się do angielskiej miejscowości Bournemouth. W maju 2021 roku został aresztowany przez brytyjską policję pod zarzutem powodowania niepokojów społecznych; powodem zatrzymania było trzymanie przez niego transparentu o treści KILL COPS.
Ubiegał się o otrzymanie azylu politycznego, jednak w lutym 2024 roku spotkał się z odmową.

## Książki
- Flock of Dodos: Behind Modern Creationism, Intelligent Design, and the Easter Bunny (2007)[15]
- Keep Rootin’ for Putin: Establishment Pundits and the Twilight of American Competence (2014)[15]
- My Glorious Defeats: Hacktivist, Narcissist, Anonymous (2024)[14]

## Odniesienia w kulturze
Osobie Barretta Browna poświęcono dokumentalny film krótkometrażowy pt. Relatively Free.

## Życie prywatne
Syn Karen i Roberta, których małżeństwo zakończyło się rozwodem.
Zdiagnozowano u niego ADHD oraz depresję, w młodości zmagał się z uzależnieniem od heroiny. Zadeklarował, że jest anarchistą. W 2022 roku poinformował na Twitterze o zamiarze popełnienia samobójstwa.
Zaręczył się z Sylvią Mann.